# La Cuarta
La Cuarta, El Diario Popular (le Journal Populaire) est un quotidien chilien distribué au niveau national par la Copesa (Consorcio Periodístico de Chile S.A), groupe de presse d'Álvaro Saieh. Le premier numéro a été tiré le 13 novembre 1984.

## Caractéristiques
Ce tabloïd s’adresse à un public appartenant à un niveau socioéconomique moyen ou bas. Il utilise, à cet effet le castillan chilien et emploie les expressions populaires du Chili. De plus, les sujets traités font appel dans leur majorité au sensationnalisme, à la sexualité et au sentimentalisme. Ce dernier point est appelé La Cuarta Espectacular et se caractérise du reste du journal par un nombre important d’illustrations
D’une certaine manière, son style rédactionnel et sa présentation du contenu sont semblables à ceux de journaux tels que The Sun, The National Enquirer ou le Bild-Zeitung. Par son style, il se rapproche également du Clarín (1954-1973), aujourd’hui disparu, mais sans son orientation politique de gauche.

## Contenu et suppléments
Le journal a des sections comme la Ventanita Sentimental, où les lecteurs demandent des conseils sur l'amour, El dedo en la llaga, un espace libre écrit comme si c’était une conversation téléphonique, Arroz con Leche, où sont présentés des offres ou des demandes de rendez-vous et de partenaires, enfin la traditionnelle Lola Pop, simplement la photo d'une femme sur une page, généralement en bikini ou à demi nue. Il y a aussi deux bandes dessinées, Pepe Antártico (dessinée par Percy) et Palomita.
Durant la semaine paraissent deux suppléments joints au journal, tous les deux en rapport avec le sexe, Vida Afectiva y Sexual et un poster érotique, La Bomba 4.

## Sources
- (es) Cet article est partiellement ou en totalité issu de l’article de Wikipédia en espagnol intitulé « La Cuarta » (voir la liste des auteurs).